# NBA-Draft 1989
Der NBA-Draft 1989 fand am 27. Juni 1989 in New York City statt.
Der NBA Draft ist eine Veranstaltung der Basketballliga NBA, bei der die Teams der Liga die Rechte an verfügbaren Nachwuchsspielern erwerben können. Meistens kommen die gedrafteten Spieler direkt vom College, aber auch aus Ligen außerhalb Nordamerikas und früher auch von der Highschool.

## Runde 1
| Pick | Spieler                      | Nationalität           | NBA Team                                           | vorheriges Team/College |
| ---- | ---------------------------- | ---------------------- | -------------------------------------------------- | ----------------------- |
| 1    | Pervis Ellison (PF/C)        | Vereinigte Staaten     | Sacramento Kings                                   | Louisville              |
| 2    | Danny Ferry (PF)             | Vereinigte Staaten     | Los Angeles Clippers                               | Duke                    |
| 3    | Sean Elliott (SF/SG)         | Vereinigte Staaten     | San Antonio Spurs                                  | Arizona                 |
| 4    | Glen Rice (SF)               | Vereinigte Staaten     | Miami Heat                                         | Michigan                |
| 5    | J. R. Reid (PF/C)            | Vereinigte Staaten     | Charlotte Hornets                                  | North Carolina          |
| 6    | Stacey King (C)              | Vereinigte Staaten     | Chicago Bulls (von New Jersey)                     | Oklahoma                |
| 7    | George McCloud (SG/SF)       | Vereinigte Staaten     | Indiana Pacers                                     | Florida State           |
| 8    | Randy White (PF)             | Vereinigte Staaten     | Dallas Mavericks                                   | Louisiana Tech          |
| 9    | Tom Hammonds (PF/C)          | Vereinigte Staaten     | Washington Bullets                                 | Georgia Tech            |
| 10   | Pooh Richardson (PG)         | Vereinigte Staaten     | Minnesota Timberwolves                             | UCLA                    |
| 11   | Nick Anderson (SF/SG)        | Vereinigte Staaten     | Orlando Magic                                      | Illinois                |
| 12   | Daron "Mookie" Blaylock (PG) | Vereinigte Staaten     | New Jersey Nets (von Portland)                     | Oklahoma                |
| 13   | Michael Smith (PF)           | Vereinigte Staaten     | Boston Celtics                                     | BYU                     |
| 14   | Tim Hardaway (PG)            | Vereinigte Staaten     | Golden State Warriors                              | UTEP                    |
| 15   | Todd Lichti (SG)             | Vereinigte Staaten     | Denver Nuggets                                     | Stanford                |
| 16   | Dana Barros (PG)             | Vereinigte Staaten     | Seattle SuperSonics (von Houston via Golden State) | Boston College          |
| 17   | Shawn Kemp (PF/C)            | Vereinigte Staaten     | Seattle SuperSonics (von Philadelphia)             | Trinity Valley CC       |
| 18   | B. J. Armstrong (PG)         | Vereinigte Staaten     | Chicago Bulls (von Milwaukee via Seattle)          | Iowa                    |
| 19   | Kenny Payne (PF)             | Vereinigte Staaten     | Philadelphia 76ers (von Seattle)                   | Louisville              |
| 20   | Jeff Sanders (PF/C)          | Vereinigte Staaten     | Chicago Bulls                                      | Georgia Southern        |
| 21   | Blue Edwards (SF/SG)         | Vereinigte Staaten     | Utah Jazz                                          | East Carolina           |
| 22   | Byron Irvin (SG)             | Vereinigte Staaten     | Portland Trail Blazers (von New York)              | Missouri                |
| 23   | Roy Marble (SG/SF)           | Vereinigte Staaten     | Atlanta Hawks                                      | Iowa                    |
| 24   | Anthony Cook (PF/C)          | Vereinigte Staaten     | Phoenix Suns (getradet zu Detroit)                 | Arizona                 |
| 25   | John Morton (PG)             | Vereinigte Staaten     | Cleveland Cavaliers                                | Seton Hall              |
| 26   | Vlade Divac (C)              | Jugoslawien ( Serbien) | Los Angeles Lakers                                 | KK Partizan (Serbien)   |
| 27   | Kenny Battle (PF)            | Vereinigte Staaten     | Detroit Pistons (getradet zu Phoenix)              | Illinois                |

## Runde 2
| Pick | Spieler                  | Nationalität            | NBA Team               | vorheriges Team/College |
| ---- | ------------------------ | ----------------------- | ---------------------- | ----------------------- |
| 28   | Sherman Douglas (G)      | Vereinigte Staaten      | Miami Heat             | Syracuse                |
| 29   | Dyron Nix (F)            | Vereinigte Staaten      | Charlotte Hornets      | Tennessee               |
| 30   | Frank Kornet (F)         | Vereinigte Staaten      | Milwaukee Bucks        | Vanderbilt              |
| 31   | Jeff Martin (G)          | Vereinigte Staaten      | Los Angeles Clippers   | Murray State            |
| 32   | Stanley Brundy (F)       | Vereinigte Staaten      | New Jersey Nets        | DePaul                  |
| 33   | Jay Edwards (G)          | Vereinigte Staaten      | Los Angeles Clippers   | Indiana                 |
| 34   | Gary Leonard (C)         | Vereinigte Staaten      | Minnesota Timberwolves | Missouri                |
| 35   | Pat Durham (F)           | Vereinigte Staaten      | Dallas Mavericks       | Colorado State          |
| 36   | Clifford Robinson (PF/C) | Vereinigte Staaten      | Portland Trail Blazers | Connecticut             |
| 37   | Michael Ansley (F)       | Vereinigte Staaten      | Orlando Magic          | Alabama                 |
| 38   | Doug West (G/F)          | Vereinigte Staaten      | Minnesota Timberwolves | Villanova               |
| 39   | Ed Horton (PF/C)         | Vereinigte Staaten      | Washington Bullets     | Iowa                    |
| 40   | Dino Rađa (PF)           | Jugoslawien ( Kroatien) | Boston Celtics         | KK Split (Kroatien)     |
| 41   | Doug Roth (C)            | Vereinigte Staaten      | Washington Bullets     | Tennessee               |
| 42   | Michael Cutright (SG)    | Vereinigte Staaten      | Denver Nuggets         | McNeese State           |
| 43   | Chucky Brown (PF)        | Vereinigte Staaten      | Cleveland Cavaliers    | North Carolina State    |
| 44   | Reggie Cross (PF)        | Vereinigte Staaten      | Philadelphia 76ers     | Hawaii                  |
| 45   | Scott Haffner (G)        | Vereinigte Staaten      | Miami Heat             | Evansville              |
| 46   | Ricky Blanton (F)        | Vereinigte Staaten      | Phoenix Suns           | LSU                     |
| 47   | Reggie Turner (SF)       | Vereinigte Staaten      | Denver Nuggets         | UAB                     |
| 48   | Junie Lewis (PG)         | Vereinigte Staaten      | Utah Jazz              | Utah                    |
| 49   | Haywoode Workman (G)     | Vereinigte Staaten      | Atlanta Hawks          | Oral Roberts            |
| 50   | Brian Quinnett (F)       | Vereinigte Staaten      | New York Knicks        | Washington State        |
| 51   | Mike Morrison (G)        | Vereinigte Staaten      | Phoenix Suns           | Loyola (MD)             |
| 52   | Greg Grant (G)           | Vereinigte Staaten      | Phoenix Suns           | Trenton State           |
| 53   | Jeff Hodge (SG)          | Vereinigte Staaten      | Dallas Mavericks       | South Alabama           |
| 54   | Toney Mack (SG)          | Vereinigte Staaten      | Philadelphia 76ers     | Georgia                 |